# 이재진 (1979년)
이재진(李宰鎭, 1979년 7월 13일~)은 대한민국의 가수 겸 래퍼로 《젝스키스》의 구성원이다.

## 학력
- 서천초등학교 (졸업)
- 장평중학교 (졸업)
- 한국조형예술고등학교 (도예과 / 졸업)
- 경기대학교 (다중매체영상학부 / 학사)
- 건양대학교 (공연미디어학 / 학사)

## 활동

### 데뷔 전
이재진은 1979년 7월 13일 대한민국 부산광역시 사하구 감천동에서 태어났다. 1995년 부산공예고등학교(지금의 한국조형예술고등학교) 시절 친구들과 댄스 팀 활동을 하던 중 댄스팀의 유명세를 들은 이주노가 젝스키스의 소속사 미디어라인 대표 김창환에게 소개시켜 멤버로 발탁되었다. 당시 댄스 팀에서 같은 젝스키스의 멤버인 김재덕과 함께 활동했다.

### 데뷔 후

#### 젝스키스 시절
이재진은 1997년 젝스키스의 멤버로 데뷔하였다. 젝스키스는 90년대 말 H.O.T.와 라이벌 구도를 그리며 수 많은 곡을 히트시켰던 인기 그룹으로 1998년에는 젝스키스가 주연인 영화 《세븐틴》을 찍기도 하였다. 이러한 인기 속에서 젝스키스는 2000년 5월 18일 돌연 은퇴를 선언, 2000년 5월 20일 드림콘서트에서 마지막 무대를 끝으로 해체하게 된다.

#### 솔로 데뷔 및 은퇴
젝스키스 해체 이후 멤버인 은지원과 강성훈은 솔로로 데뷔하였고, 그 뒤를 이어 이재진도 2001년 솔로 앨범을 발표하여 1집 타이틀곡인 "Double J", 2집의 "고백 (Go Back)", 3집 "충전" 등을 히트시켰다. 이재진은 2010년 5월 제대 이후 2011년 초 연예계 은퇴를 선언하고 미술 공부를 위해 일본 유학을 준비 중이라 밝혔다.

## 이슈
이재진은 병역특례업체에서 부실 복무한 사실이 드러나 현역 재입대 판정을 받았다. 이에 불복하여 행정소송을 했으나, 패소하여 2008년 현역으로 재입대하였다. 이후 군복무 중 휴가에서 복귀하지 않다가 33일만에 대구에서 헌병대에 의해 체포되었으나 징역 1년에 집행유예 2년을 선고받고 잔여 복무기간 33일 동안 군복무를 계속해서 2010년 8월 10일에 병장 만기 전역했다. 여동생 스위티 멤버 이은주는 그룹 무가당의 멤버로 YG엔터테인먼트의 회장인 양현석과 결혼한 후 아들과 딸을 출산해 화제가 되었다. 따라서 현재 양현석 회장과는 매제 사이다. 2021년 일반인과 결혼발표를 했다.

## 앨범

### 젝스키스

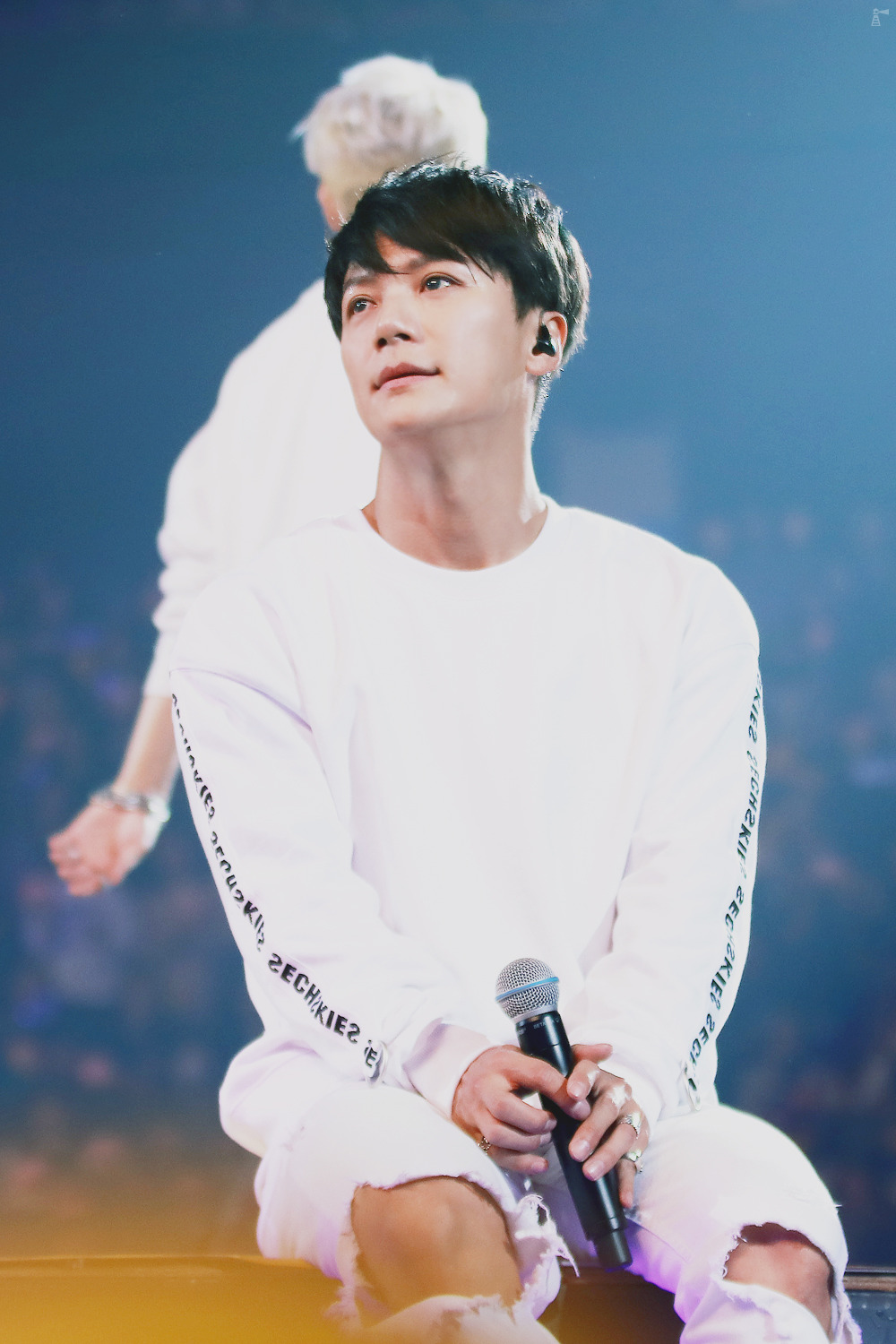

- 1997년 5월 14일 1집 《학원별곡》
- 1997년 11월 1일 2집 《Welcome to the Sechskies Land》
- 1998년 7월 15일 3집 《Road Fighter》
- 1998년 10월 30일 3.5집 《Special Album》
- 1999년 3월 1일 《Sechskies Live Concert》
- 1999년 9월 9일 4집 《Com'Back》
- 2000년 5월 31일 고별앨범 《BLUE NOTE》
- 2016년 10월 17일 디지털싱글《세단어》
- 2016년 12월 1일 RE앨범 《Re-Album》
- 2017년04월28일 《THE 20TH ANNIVERSARY》
- 2017년9월21일 5집《ANOTHER LIGHT》
- 2020년 1월28일 미니1집《All for you》
- 2021년2월5일 디지털싱글《뒤돌아보지말아요》

### 솔로
- 2001년 11월 19일 1집 《S.Wing》
- 2002년 10월 14일 《1St. Concert (VCD)》
- 2003년 4월 18일 2집 《002 J2》
- 2005년 3월 30일 3집 《It's New!》

## 출연

### 영화
- 1998년 《세븐틴》 - 혁 역

### 뮤지컬
- 1998년 《알리바바와 40인의 도적》
- 2007년 《스트리트 가이즈》

### 예능
- 1998년 KBS 2TV 《TV는 사랑을 싣고》 - 게스트
- 2003년 KBS 2TV 《TV는 사랑을 싣고》 - 게스트
- 2016년 MBC 《무한도전》 - 게스트
- 2016년 MBC 《라디오스타》 - 게스트
- 2016년 SBS 《판타스틱 듀오》 - 게스트
- 2016년 KBS 2TV 《유희열의 스케치북》 - 게스트
- 2016년 SBS 《꽃놀이패》 - 전 출연자
- 2016년 SBS 《런닝맨》 - 게스트
- 2016년 MBC every1 《주간 아이돌》 - 게스트
- 2017년 SBS 《꽃놀이패》 - 게스트
- 2017년 MBC 《오빠생각》 - 게스트
- 2017년 JTBC 《아는 형님》 - 게스트
- 2018년 넷플릭스 - YG전자
- 2018년9월 4일~ 올레tv모바일

[젝스키스 찌워크 심쿵 나이샷]]
- 2019년4월 15일~ 올레tv모바일

[젝스키스 발리에서 생긴 일]

## 수상
| 연도   | 수상 내역 |
| ------ | --- |
| 1997년 | - 대한민국 영상음반 대상 골든 디스크부문 본상 - KMTV 가요대전 신인상 - SBS 가요대전 본상 - KBS 가요대상 본상 - MBC 가요제전 본상, 가수상                                                |
| 1998년 | - 대한민국 영상음반 대상 골든 디스크부문 본상 - KMTV 가요대전 본상 - 제9회 서울가요대상 대상 공동수상 (H.O.T.) - MBC 가요제전 본상 - KBS 가요대상 본상 - SBS 가요대전 본상, 10대 가수상 |
| 1999년 | - 대한민국 영상음반 대상 골든 디스크부문 본상 - MBC 가요제전 본상, 가수상 - KBS 가요대상 본상, 가수상 - SBS 가요대전 본상, 가수상 - KMTV 가요대전 본상 - 제10회 서울가요대상 본상       |
| 2016년 | - 2016 멜론 뮤직 어워드 홀 오브 페임 - 제31회 골든 디스크 베스트 남성그룹 퍼포먼스상 - 제26회 서울가요대상 본상                                                                         |

## 가족 관계
- 아버지 : 이상용 (1951년 ~ 2006년 1월 25일)
- 어머니 : 최봉례 (1947년 ~ 2008년 5월 23일)
- 여동생 : 이은주 (1981년 3월 9일 ~ )
  - 매제 : 양현석 (1970년 1월 9일 ~ )
    - 조카 : 양유진 (2010년 8월 5일 ~ )
    - 조카 : 양승현 (2012년 4월 27일 ~ )

아내(2021년~현재/ 비연예인)
자녀 : 이여름 (2024.08~

## 같이 보기
- 젝스키스
- K-pop